# Fortún Ximénez
Pour les articles homonymes, voir Fortún et Ximénez.
Fortún Ximénez ou Fortún Jiménez, mort en 1533, est un navigateur espagnol de l'époque des grandes découvertes, le premier Européen à atteindre la péninsule de Basse-Californie au cours d'une expédition au service d'Hernan Cortés. Mais, cet exploit ayant eu lieu dans des conditions illégales (mutinerie), c'est Cortés qui est considéré comme le découvreur officiel de la Basse-Californie.

## Contexte
En 1529, Hernan Cortés, qui a conquis l'Empire aztèque en 1521 et en a fait la Nouvelle-Espagne, a conclu avec la couronne de Castille un accord sur les découvertes qu'il pourrait faire sur le littoral du Pacifique (la Mar del Sur).
Il s'agit notamment de découvrir l'« île de Californie », qui d'après un roman publié en Espagne, est un paradis terrestre peuplé de femmes au teint mat, ainsi que, éventuellement, le supposé détroit d'Anián, permettant d'atteindre facilement l'Asie (les Indes, dans la terminologie de l'époque).
Une expédition de deux navires lancée en 1532 sous la direction de Diego Hurtado de Mendoza, n'étant pas rentrée, un navire de secours, le Concepcion est envoyé en 1533, sous le commandement de Diego de Becerra, avec pour pilote Fortún Ximénez.

## Le voyage duConcepcion
Le départ a lieu d'un port proche de la ville mexicaine actuelle de Manzanillo, dans l'État de Colima.
Au cours du voyage, Ximénez prend la tête d'une mutinerie au cours de laquelle le capitaine est tué.
Les mutins abordent ensuite en un lieu proche de l'actuelle ville de La Paz, située à la pointe sud de la péninsule de basse Californie que les mutins pensent être l'île de Californie. Ximénez est ensuite tué par des Amérindiens.
Les survivants reviennent ensuite en Nouvelle Espagne, racontant avoir vu des femmes au teint mat et des perles noires, ce qui semble confirmer la légende de l'île de Californie.
Ces histoires incitent Cortès à monter d'autres expéditions dans les années qui suivent.